# Orthocerus clavicornis
Orthocerus clavicornis là một loài bọ cánh cứng trong họ Zopheridae. Loài này được Linnaeus miêu tả khoa học năm 1758.

## Hình ảnh

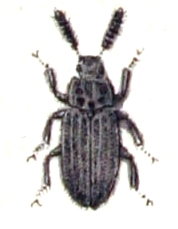